# Dolichopoda calabra
Dolichopoda calabra är en insektsart som beskrevs av Galvagni 1968. Dolichopoda calabra ingår i släktet Dolichopoda och familjen grottvårtbitare. Inga underarter finns listade i Catalogue of Life.